# Gustave Mercier-Lacombe
Pour les articles homonymes, voir Mercier et Lacombe.
Gustave Mercier-Lacombe (13 mai 1815-21 octobre 1874) est un préfet sous le Second Empire et gouverneur civil d'Algérie. 

## Biographie
Mercier-Lacombe Nicolas, dit Gustave, né le 13 mai 1815 et décédé le 21 octobre 1874 au château de la Chabroulie à Hautefort (24).
Auditeur au Conseil d’État du 1er février 1839 au 14 avril 1844, secrétaire particulier du général Bugeaud, gouverneur général de l'Algérie en 1841, secrétaire général de la Direction de l’Intérieur à Alger le 14 avril 1844, sous-directeur de l’Intérieur et de la colonisation à Oran le 18 janvier 1846, directeur des Affaires civiles (équivalent de préfet) de la province d’Oran le 1er septembre 1847, secrétaire général du gouvernement de l’Algérie (n° 3 du territoire) le 8 février 1849. 
Préfet du Var le 4 mars 1853, On donne son nom à la place principale de la commune du Cannet, la ville de Draguignan expose son portrait dans la salle du Conseil, il fait arriver le chemin de fer jusqu’à Draguignan, et empêche le transfert de la Préfecture à Toulon, il achète un terrain de 15 ha au centre de Cannes où il fait construire deux grandes villas ("Margarita" et "Alta" au nom de sa première fille et en souvenir de la seconde). 
Préfet de la Vienne le 5 juin 1860, Directeur général des Services civils en Algérie (n°2 de la colonie derrière le gouverneur général) chargé de l’administration du département d’Alger le 12 décembre 1860. 
Conseiller d’État le 22 décembre 1860. Il se marie le 25 mai 1861 à Alger avec Henriette Bell, la fille du Consul général d’Angleterre John Bell et de Mathilde Seaman. Henriette (née à Oran en 1840, alors que son père y est consul) est bien plus jeune que lui mais, la voyant pour la première fois au début des années 1850 à Oran, et frappé par sa beauté, Gustave Mercier-Lacombe se promet alors de l'épouser un jour, ce qu'il fait 10 ans plus tard. Ils auront deux filles dont une seule, Marguerite, née en 1862 à Alger, survivra (la seconde, Jehanne, née en 1863, meurt en 1864 et est enterrée au cimetière de Mustapha dans le carré des diplomates). Mercier-Lacombe est muté le 5 septembre 1864. 
Préfet de Nantes le 10 septembre 1864, se fâche avec un important bonapartiste qui le fait remplacer le 1er octobre suivant. 
En non-activité d’octobre 1864 à août 1866, où il est nommé Conseiller-maître à la Cour des Comptes, puis Directeur général des Contributions indirectes du 19 mars 1869 au 10 juin 1874. 
En retraite sur sa demande, décède dans sa maison de la Chabroulie le 21 octobre 1874. 
À sa mort, en 1874, son nom est donné à un village de colonisation (Mercier-Lacombe) par le conseil général d'Oran sur proposition de son neveu Jean-Baptiste Nouvion, préfet d'Oran, dont il a fait la carrière, et qui lui-même donnera son nom à un village de colonisation dans les environs de Philippeville. 
Ses parents issus d'anciennes familles du Périgord (Mercier Lacombe et Lansade de Plagne) étaient des relations du maréchal Bugeaud, duc d'Isly. 
Source : Jean-Pierre Betoin site Suze Granger
Sources familiales 

## Œuvres
- Naissance et génie par Gustave Mercier-Lacombe - Paris, Souverain, 1839, in-8
- État actuel de l'Algérie, publié d'après les documents officiels, par ordre de S. Exc. le maréchal Pélissier, sous la direction de M. Mercier-Lacombe, Directeur général des Services civils de l'Algérie, in-8, éd. Ach Fillias, Alger, 1862
- Madame Copia, d'après Prud'hon, lithographie, 18 x 14 cm, Gray, musée Baron-Martin